# Impressionismus (Musik)

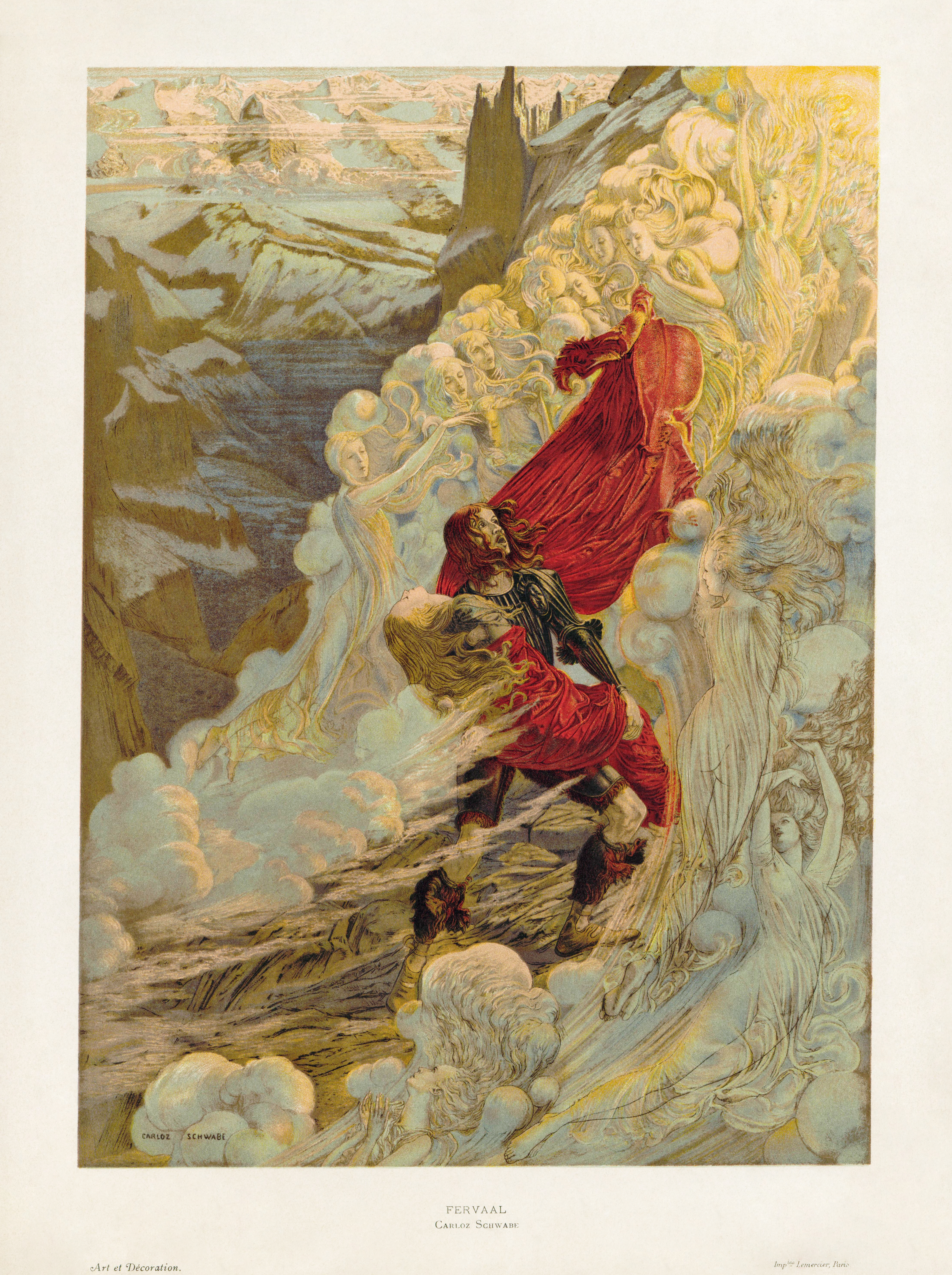
Poster zu Fervaal, einer Oper von Vincent d’Indy, für das Théâtre de l’Opéra-Comique, Paris (1898)

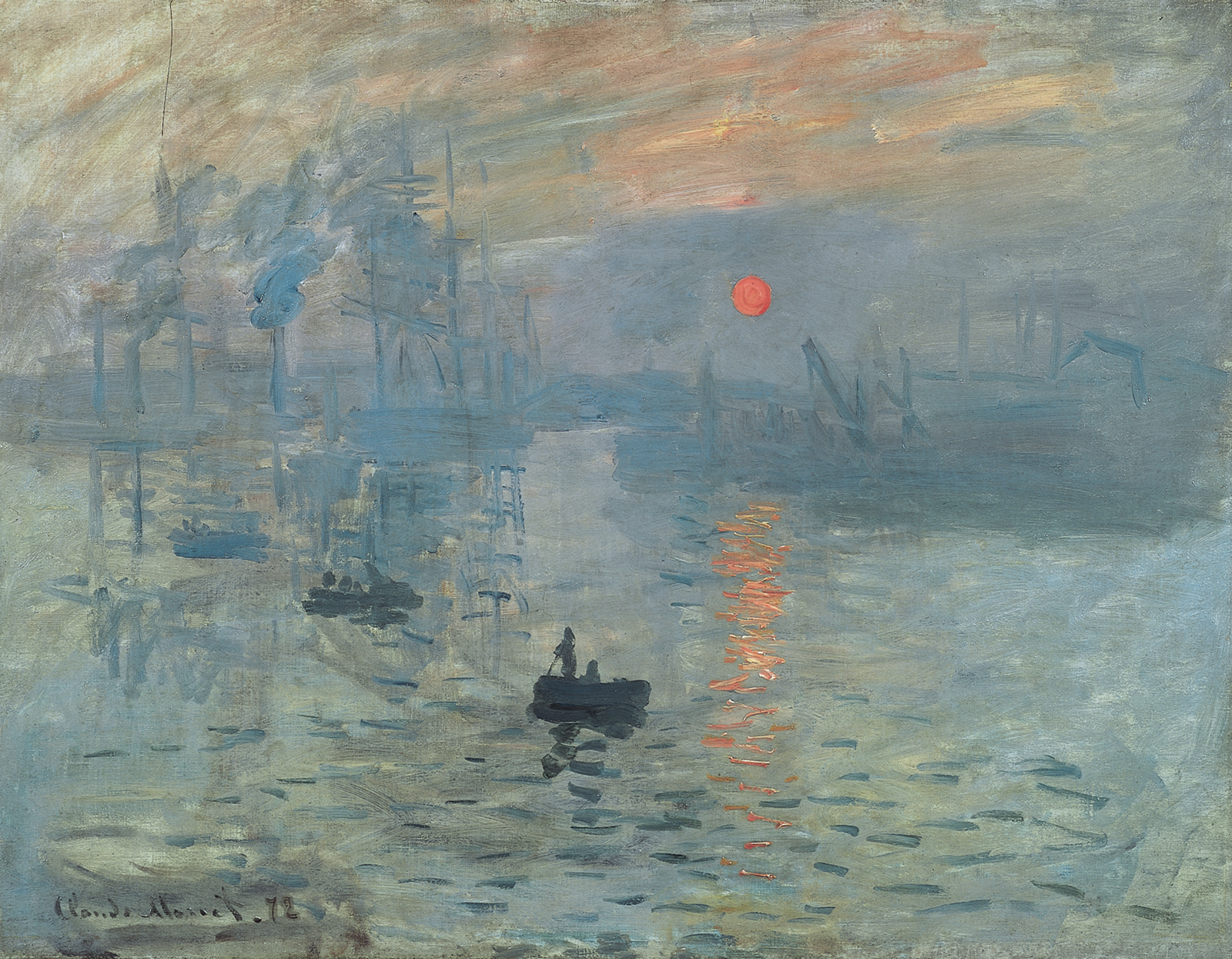
Impression, soleil levant von Claude Monet

In der Musik ist Impressionismus eine von ungefähr 1890 bis 1920 vorherrschende Stilrichtung, deren impulsgebender Hauptvertreter der französische Komponist Claude Debussy war.
Ebenso wie der Impressionismus in Malerei und Literatur versucht der musikalische Impressionismus Eindrücke von Augenblicken darzustellen. Aus diesem Grund liegt das Hauptaugenmerk der Komponisten nicht auf der Form der Musik, so wie es beispielsweise in der Wiener Klassik und Romantik der Fall war, sondern auf dem Klangbild. Dieses Klangbild hat, einem Bild der impressionistischen Malerei ähnlich, zur Aufgabe, dem Zuhörer die Stimmung und Atmosphäre eines Augenblickes zu vermitteln, wobei es um subjektive Eindrücke und nicht um konkrete materielle Eigenschaften geht. Durch die Ausbildung und Weiterverarbeitung dieser Klangbilder entsteht ein verschwommenes Gesamtbild, in dem normalerweise keine festen Formen auszumachen sind.

## Impressionismus-Begriff
Der wesentliche Impuls für den musikalischen Impressionismus ging von der Malerei aus (siehe Impressionismus). Entgegen dem üblichen Arbeiten innerhalb des geschlossenen Ateliers begannen einige französische Künstler, ihnen voran Claude Monet, unter freiem Himmel (frz. plein air) zu malen. Genaue Beobachtung der Licht- und Schattenverhältnisse ließen sie mit diesen Effekten spielen, statt klaren Konturen setzten die Impressionisten der Leinwand subjektiv wahrgenommene Farbe ein, entscheidend wurde schließlich der Eindruck (frz. l’impression) des Augenblicks. Eine solche Haltung warf man 1887 Debussys Kompositionen als „vagen Impressionismus“ vor.

## Einflüsse
Bereits 1882/83 bis 1886 komponierte Ernest Fanelli (1860–1917) ein Orchesterwerk namens Tableaux Symphoniques d’après le Roman de la Momie, in dem orientalische und avancierte, impressionistisch wirkende Klangfarben verwendet werden. Teile des Werks wurden erst 1912 auf Betreiben Gabriel Piernés uraufgeführt. Wie George Antheil in seinen 1945 publizierten Memoiren anekdotisch unter Berufung auf Fanellis Witwe berichtet, hatten jedoch bereits die jungen Komponisten Debussy und Ravel Einblicke in Manuskripte Fanellis. Pierné fand in Fanellis Komposition Hinweise auf jene radikalen Neuerungen, die dann etwa in Debussys Musik auftauchten.
Debussy hatte einen weiten Bereich von Einflüssen. Unter den klassischen Komponisten waren Peter Tschaikowski, Mily Balakirev, Nikolai Rimski-Korsakow, Alexander Borodin und Modest Mussorgski die bekanntesten, insbesondere Mussorgskis Bilder einer Ausstellung, die später von Ravel für das Orchester transkribiert wurden, greifen bereits Ideen auf, die später eine Rolle spielten.
Weiteren Einfluss auf das Schaffen von Debussy und Ravel hatten die harmonischen und formellen Innovationen Eric Saties, dem Wegbereiter der Neuen Musik und Zeitgenossen von Debussy und Ravel. Als weiterer Wegbereiter gilt außerdem Edvard Grieg, insbesondere dessen Streichquartett in g-moll.

## Komponisten
Ein weiterer bedeutender Komponist des Impressionismus ist Maurice Ravel, der allerdings auch viele Werke komponierte, die nicht als impressionistisch bezeichnet werden können. Die Werke vieler Komponisten gehören dem Impressionismus an, oder wurden von ihm beeinflusst.
- Im französischen Sprachraum unter anderen Paul Dukas, Vincent d’Indy, Déodat de Séverac, Florent Schmitt, Joseph Ryelandt, Abel Decaux, Olivier Messiaen, Guillaume Lekeu, Guy Ropartz, Albéric Magnard, Ernest Chausson, Charles-Marie Widor, Charles Tournemire, Gabriel Fauré, Lili Boulanger, Mel Bonis, Louis Vierne, Gabriel Pierné, Paul Ladmirault, Albert Roussel, Paul Le Flem, Reynaldo Hahn, André Caplet, Jehan Alain, Jacques Ibert, Georges Migot, Dynam Victor Fumet, Charles Koechlin, Emmanuel Chabrier, Maurice Duruflé, Henri Duparc oder Maurice Emmanuel.
- In den Niederlanden Rosy Wertheim.
- In Spanien unter anderen Manuel de Falla, Isaac Albéniz, Joaquín Turina, Joaquín Rodrigo, Manuel Blancafort und Federico Mompou.
- In Italien Ottorino Respighi und Giacomo Puccini.
- In Osteuropa sind bei Leoš Janáček, Alexander Skrjabin und Karol Szymanowski impressionistische Klangideen zu finden.
- In England zeigen sich impressionistische Einflüsse beispielsweise bei Frederick Delius, John Ireland, Cyril Scott, teilweise auch bei Arnold Bax.
- Zu den wenigen deutschen und österreichischen Komponisten, die zumindest in einigen ihrer Werke vom Impressionismus beeinflusst wurden, zählen Paul Graener, Sigfrid Karg-Elert, Joseph Marx, Walter Niemann, Ferdinand Pfohl, Max von Schillings, Franz Schreker, Hans Winterberg und maßgeblich  Richard Strauss.
- In Skandinavien ist u. a. Kurt Atterberg zu nennen.

## Synergie der Künste

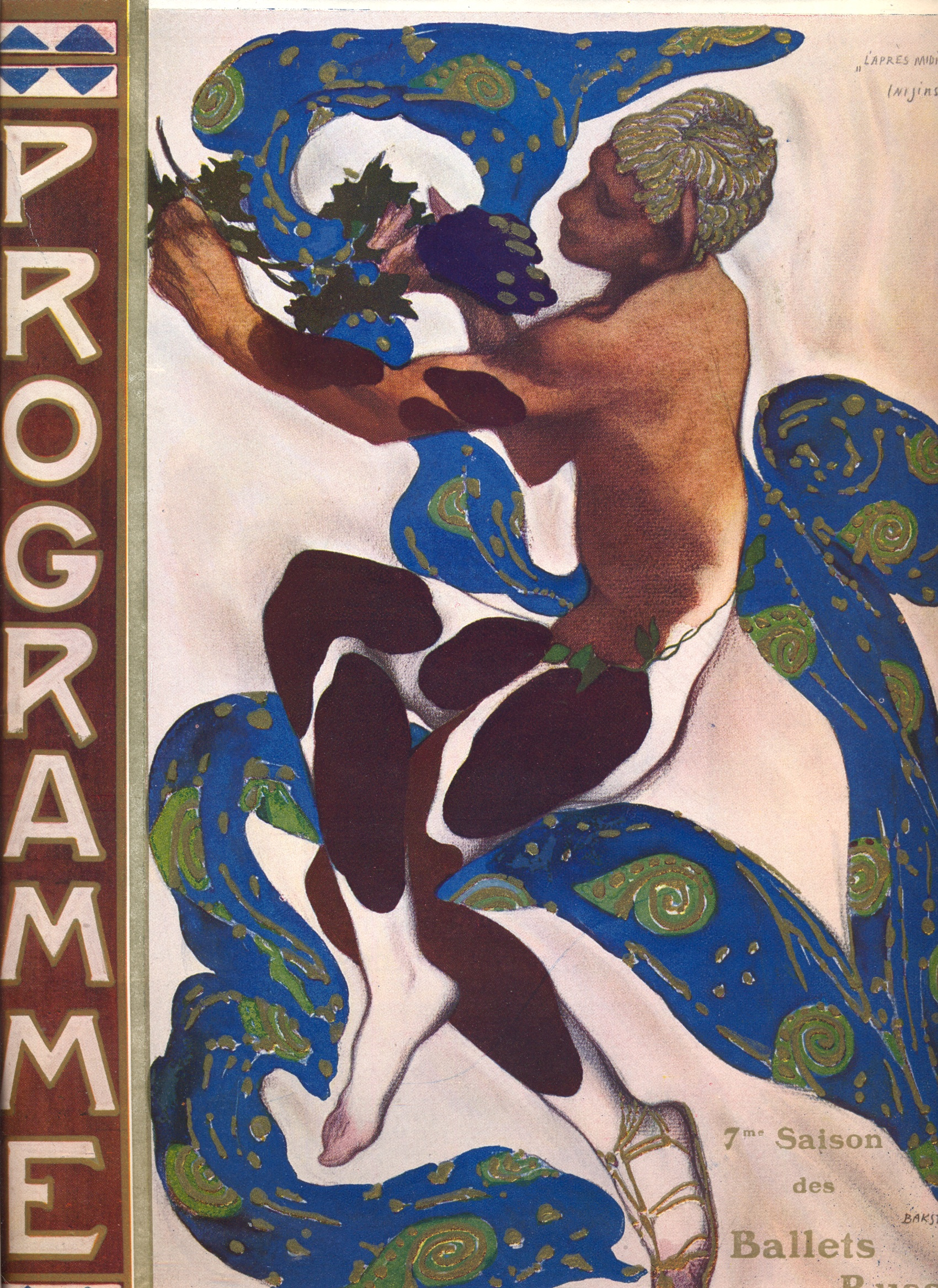
Vaslav Nijinsky als Faun

Die mit Debussy befreundeten Dichter Charles Baudelaire, Paul Verlaine und Stéphane Mallarmé brachten ihn mit dem Symbolismus der Dichtung in Verbindung. Auf ein Libretto von Maurice Maeterlinck komponierte Debussy seine Oper „Pelléas et Mélisande“. Auch seine Lieder sind von einer hohen Konzentration auf den Textinhalt und die daraus resultierende Atmosphäre gekennzeichnet. Die Musik „Prélude à l’après-midi d’un faune“ wurde später in ein Ballett umgewandelt.

## Merkmale
Impressionistische Musik wählt vielfach ein Thema (Natur, Phänomene etc.) zum Subjekt und intoniert es. Das Subjekt wird anschaulich in Musik codiert.
Wenngleich sich Impressionismus und Spätromantik zeitlich überschnitten, hob sich der Impressionismus von der Spätromantik durch eine neue, charakteristische Tonsprache ab.
Das hervorstechendste Merkmal der impressionistischen Musik ist die Klangfarbe und die Instrumentierung. Typisch sind Schichtungen von musikalischen Ebenen: Ein profunder, aber nicht aufdringlicher Bass, bewegte Mittelstimmen und ein signifikantes Motiv in den Oberstimmen, das aber nicht den Gesetzen der üblichen klassisch-romantischen Verarbeitung (Diminution, Abspaltung usw.) unterworfen ist, sondern eher assoziativ behandelt wird. Ein Sonderfall ist Maurice Ravels Boléro.
Durch diese Elemente ist es möglich, Stimmungs- und Raumwechsel innerhalb eines Werkes subtil und changierend zu gestalten, ohne dass das Werk an sich mehrere abschließende, in sich geschlossene Kleinformen wie Lieder oder deutlich vom Rest einer Oper abgetrennte Duette benötigen würde. Innerhalb eines Aktes verlaufen sämtliche Übergänge fließend und ohne formal bedingte Pausen. Die ambivalente Harmonik sorgt dabei heute noch für Überraschungen in den Hörgewohnheiten und lässt sich oft nicht mehr nach harmonischen Gesetzmäßigkeiten festlegen.
Typische Formen der Musik des Impressionismus sind die durchkomponierte Oper (neben Pelléas et Mélisande von Debussy auch Ariane et Barbe-Bleue von Paul Dukas und L’enfant et les sortilèges von Maurice Ravel) und sinfonische Dichtungen. Auch Klavierwerke und Lieder, die in verschiedenen Sammlungen nach Dichtern gruppiert waren, sind häufig. Ein weiteres Charakteristikum ist der Rückgriff auf vorklassische Formen, wie Toccata, Sarabande, Menuett und Passepied. Anknüpfungspunkt sind in diesem Fall die Cembalomeister François Couperin (siehe Ravels Suite für Klavier Le Tombeau de Couperin) und Jean-Philippe Rameau.

### Form impressionistischer Werke
Die Komponisten des musikalischen Impressionismus versuchten bewusst, Abstand von den strengen Formenregeln der vorgehenden Epochen zu gewinnen. So werden im musikalischen Impressionismus keine Themen mehr nach dem Satz- oder Periodenmodell gestaltet. Allerdings werden auch keine neuen Regeln dieser Art für Formen entwickelt. Vielmehr ist ein Werk so, wie es für die Darstellung des Eindrucks sein muss. Es existieren durchaus Motive und Themen, jedoch werden sie nicht im sinfonischen Sinne vom Komponisten weiterentwickelt, sondern erzeugen ein Klangbild. Sie zeichnen sich dadurch aus, dass sie häufig nicht fertig sind, sondern Ideen andenken und wie beim Mischen von Farben eines Malers miteinander verwoben werden.

Beispiel für verwobene Motive (aus Debussys La Mer)

Im Beispiel links taucht in der Flöte ein Motiv, das vorher im Stück eingeführt wurde, für einen Takt auf, davor und danach herrschen aber völlig andere Motive vor. Dieser Motiveinwurf zieht sich durch das gesamte Orchester.
Anders als in der Sinfonie spiegelt der zeitliche Ablauf der impressionistischen Musik im Regelfall kein zeitliches Aufeinanderfolgen des Dargestellten wider, sondern wird genutzt, um den Eindruck der Szenerie zu verstärken und zu vervollständigen. Die Musik beschreibt also einen Zustand (Zuständlichkeit).

### Harmonik

Beispiel für Parallelführung von Septnonakkorden (aus Nuages aus Debussys Trois Nocturnes)

Die Harmonik des Impressionismus ist wie die gesamte Musik auf die Vermittlung von Eindrücken und die Schaffung von Atmosphäre ausgerichtet. Dabei wird kein Wert auf althergebrachte Regeln aus Klassik und Romantik gelegt, im Gegenteil, es wird eher versucht, diese Regeln bewusst zu brechen, um alles, was über die Schaffung einer Klangatmosphäre hinausgeht, zu vermeiden. Ein Beispiel hierfür ist die Mediantenharmonik: Statt Quintverwandtschaften zwischen aufeinanderfolgenden Akkorden, die vormals die bestimmenden Akkordverwandtschaften darstellten, werden nun auch gerne Terzverwandtschaften wie Parallel- und Gegenklänge als dominierende Verwandtschaftsverhältnisse zwischen Akkorden genutzt. Beliebt ist vor allem auch die Parallelführung von Akkorden, in Terzen, aber auch in Oktaven, Quinten oder Quarten. Gerade Septakkorde oder andere dissonante Akkorde werden gerne parallel geführt (siehe die Abbildung rechts).
Folge und Ziel dessen ist die Aufhebung der Leittonfunktion. Stattdessen werden Septim- und andere dissonante Akkorde als tonmalerisches Element gleichberechtigt mit anderen Akkorden verwendet. Allgemein wird nicht zwischen Konsonanz und Dissonanz unterschieden, Akkorde werden nur nach ihrer tonmalerischen Wirkung differenziert. Insgesamt bedient sich die impressionistische Musik einer Vielzahl auch neuer und exotischer Akkorde, die als gleichberechtigte tonmalerische Elemente die detaillierte Schaffung besonderer und exotischer Atmosphären ermöglichen. Die Akkorde sind frei schwebend und harmonisch ungebunden, Klangnuancen bekommen eine äußerste Wichtigkeit, die atmosphärische Stimmungen unmerklich verändern kann.

Beispiel für Reizdissonanzen und differenzierte Instrumentierung (aus Nuages aus Debussys Trois Nocturnes)

Beispiel für Bitonalität (aus Debussys Preludes)

Dies sind z. B. Klänge mit Reizdissonanzen (klanglich motiviert Akkorden hinzugefügte Töne im Sekundabstand; sie sind nicht gesetzt, um aufgelöst zu werden), Nonen- und Undezimakkorde und übermäßige Dreiklänge sowie Bordunquinten. Auch Quarten- und Ganztonharmonik sind typisch. Die Reizdissonanzen sind exemplarisch in der Abbildung links zu sehen.
Außerdem werden im Impressionismus gerne verschiedene Tonarten überlagert, die Folge ist Bi- bzw. Polytonalität. In dem Beispiel rechts zu Bitonalität sind die Tonarten in der linken und rechten Hand anhand der Vorzeichen offensichtlich unterscheidbar. Insgesamt stellt die Harmonik der impressionistischen Musik eine „Abkehr von der Vorherrschaft harmonikaler Flächen“ dar.

### Melodik
Stabile tonale Zentren werden häufig vermieden, ebenso wie geschlossene Melodien in einem festgelegten Schema oder Satz. Stattdessen ist die Melodik von einer fließenden, häufig engräumigen, wellen- oder kreisförmigen, oder auch pendelnden Bewegung gekennzeichnet. In Debussys „Pelléas“ finden sich auch viele Stellen, in denen Passagen rezitativisch auf einem Ton gesungen werden; hier sind die Klangfarben des Orchesters von weitaus größerer Bedeutung als die Melodie der Singstimme.

Beispiel für engräumige, wellenförmige Themenführung (Beginn des Nuages aus Debussys Trois Nocturnes)

Links ist ein Beispiel für ein typisch impressionistisches Thema mit engräumig geführtem Thema zu sehen. Der Tonumfang, aus dem das Thema besteht, ist sehr klein, der größte Tonsprung ist eine reine Quarte. Das Thema charakterisiert sich außerdem durch eine wellenförmige Führung. Die zweiten Stimmen in Klarinette und Fagott sind nahezu komplett chromatisch, auch dies ist häufig bei impressionistischer Musik der Fall; meistens bieten chromatische, pentatonische oder ganztönige Skalen die Basis für die Themen. Letztere sind Skalen, die aus fünf bzw. sechs Tönen bestehen. Die entscheidende Eigenschaft von Ganztonskalen und pentatonischen Skalen, wie sie im Impressionismus verwendet werden, ist, dass sie keine kleinen Sekunden und damit keine Leittöne besitzen. Auch chromatische Skalen besitzen, da sie nur aus kleinen Sekunden bestehen, keine Leittöne.
Durch das Fehlen von Leittönen wirken chromatische, pentatonische und Ganztonskalen ziellos und exotisch (pentatonische Skalen haben einen fernöstlichen Charakter). Außerdem sind weder Dur noch Moll zuzuordnen. Ganztonleitern waren speziell ein Kennzeichen von Debussys Musik, auch Kirchentonleitern oder kirchentonale Wendungen wurden statt festgelegten Tonarten gebraucht.

Beispiel für Pentatonik (aus Nuages aus Debussys Trois Nocturnes)

Darüber hinaus sind Skalen auf Basis der Kirchentonarten häufig; sie werden als Motiv für Vergangenes verwendet.

### Bezug zum Gamelan

Beispiel für die Verwendung von Gamelanmusik (aus Debussys La Mer)

Die Impressionisten, ganz gleich ob Maler, Dichter oder Musiker, begannen sich v. a. wegen der Weltausstellung in Paris für fremde, außereuropäische Künste zu interessieren, und diese Hinwendung spiegelt sich auch in ihren Werken wider. Nicht zuletzt durch die Weltausstellung wurde zur Zeit des Impressionismus in Europa der Gamelan, eine Musikform unter anderem aus Bali und Java, bekannt. Für mitteleuropäische Ohren exotisch klingend ist sie Teil der Kultur der entsprechenden Volksgruppen. Diese Musik hat als Ziel, die seelische Welt von Menschen zum Ausdruck zu bringen. Offenbar beeindruckte sie besonders Claude Debussy dermaßen, dass sich in vielen seiner Werke Anspielungen auf diese Musik finden lassen. Er verwendet dazu unterschiedliche Charakteristika, so beispielsweise die bereits oben erläuterten pentatonischen Skalen, wie sie im ersten Teil der zweigeteilten Gamelan-Stücke vorkommen, oder den Klang von Glockenspielen.
Die pentatonische Skala im Beispiel links besteht aus den Tönen B, As, F, Es, und Des, die auch das Tonmaterial der begleitenden Violinen ausmachen. Die Harfe imitiert die Glockenspiele des Gamelan, indem Töne im Quart- und Quintabstand parallel abwärts geführt werden. Wirklich deutlich wird der Effekt erst, wenn man es sich anhört.
Anwendung finden diese Klangbilder häufig zur Beschreibung exotischer Momente und Orte.
Ein schönes Beispiel für den Exotismus in der impressionistischen Musik ist auch das Klavierstück Pagodes aus Estampes von Claude Debussy (siehe Abbildung „Debussy: Pagodes, aus Estampes.“ unten): Der Titel (Pagodes = Pagoden) verheißt eine exotische Atmosphäre, und Debussy verwirklicht das mit kompositorischen Mitteln, die typisch sind für tonmalerischen Impressionismus. Da sind zunächst einmal die Bordunquinten im Bass. Die Akkorde sind ohne klare Funktionalität und sind klangmalerisch, die Melodie in der Oberstimme ist pentatonisch und entbehrt einer klaren Gliederung, wie sie in der Wiener Klassik üblich war. Mancherorts begleiten Quart- oder Quintparallelen die Melodie. Gelegentlich verliert die Melodie wegen des häufigen Wechsels zwischen Duolen und Triolen ihre Konturen. Der große Tonumfang auf dem Klavier (vom Kontra-G bis zum d'''') erschwert das Hören und Erkennen von Strukturen oder klaren Melodien. Der häufig geforderte Gebrauch des rechten Pedals bewirkt, dass die Töne ihre Konturen verlieren und verschwimmen. Mit diesen Mitteln spielt Claude Debussy auf die indonesische Gamelanmusik an und ruft beim Zuhörer den Eindruck einer Pagode in Ostasien hervor.

### Rhythmik
Die Rhythmik impressionistischer Werke ist ebenso von einer verschleiernden, raffinierten Ästhetik geprägt. Der Eindruck eines sich stetig verändernden Klangteppichs ohne schroffe Wechsel wird selten aufgehoben. Häufig wird der Rhythmus so sehr verschleiert, dass eine Taktnotation völlig überflüssig wird, da man sie nicht mehr nachvollziehen kann. Häufig verwirrt die Metrik sogar eher, als dass sie Ordnung schafft, da sich die Musik mit ihrem frei schwebenden, verschleierten Charakter nur schwerlich mit einem Ordnungssystem vereinbaren lässt. Häufig beginnt ein Thema mit einem lang gehaltenen Ton ohne jegliche rhythmische Begleitung, wodurch die Einordnung in Taktart und Geschwindigkeit durch den Hörer mitunter gezielt erschwert wird.

Beispiel für rhythmisch isolierte Themen (aus Nuages aus Debussys Trois Nocturnes)

In dem rechts dargestellten Thema aus Debussys Nuages hat das Englischhorn das Thema, die Flöten begleiten mit einem langen Akkord ohne Impulse. Besonders auffällig ist, dass das Englisch Horn eine andere Taktart (4/4) als der Rest des Orchesters (6/4) hat, wodurch bereits in der Notation das Verschwimmen des Rhythmus festgehalten ist. Ebenso werden betonte Zählzeiten häufig mit Pausen versehen, der Einsatz eines Instruments erfolgt dann erst auf die nachfolgende unbetonte Zählzeit. Dadurch entstehen Synkopen, die durchaus ebenso mitten in Motivverläufen Verwendung finden. Ein weiteres rhythmisches Stilmittel sind die Triolen, die häufig parallel zu einem ohne Triolen gestalteten Rhythmus verwendet werden.

Beispiel für Vermischung unterschiedlicher Rhythmen (aus Debussys La Mer)

In dem linken Beispiel lässt sich die Vermischung unterschiedlicher Rhythmen gut erkennen: Die Flöte hat einen geraden Achtelrhythmus, während die Harfe Quintolen und das Horn Triolen spielt.

### Instrumentierung
Die Instrumentierung folgt wie alles andere dem Ziel der Schaffung von Klangfarbe und Atmosphäre. Zu diesem Zweck erfolgt die Instrumentierung in der impressionistischen Musik sehr gezielt und differenziert. Dies bedeutet zum einen, dass die Wahl der Instrumente sehr differenziert erfolgt, es werden hierzu auch gerne exotische Instrumente verwendet, sofern diese die gewünschte Klangfarbe ermöglichen. Zum anderen bedeutet es, dass die Orchester minimalistischer aufgebaut sind, im Vergleich zu den im Laufe der Zeit immer größer und pompöser werdenden Orchestern der romantischen Musik. Die differenzierte Instrumentierung ist auch in der Abbildung zu Reizdissonanzen im Abschnitt Harmonik zu sehen: Für die Violinen ist die Angabe „à 3“ gemacht, es sollen also pro System 3 Violinen spielen, das entspricht genau einer Violine pro Stimme.

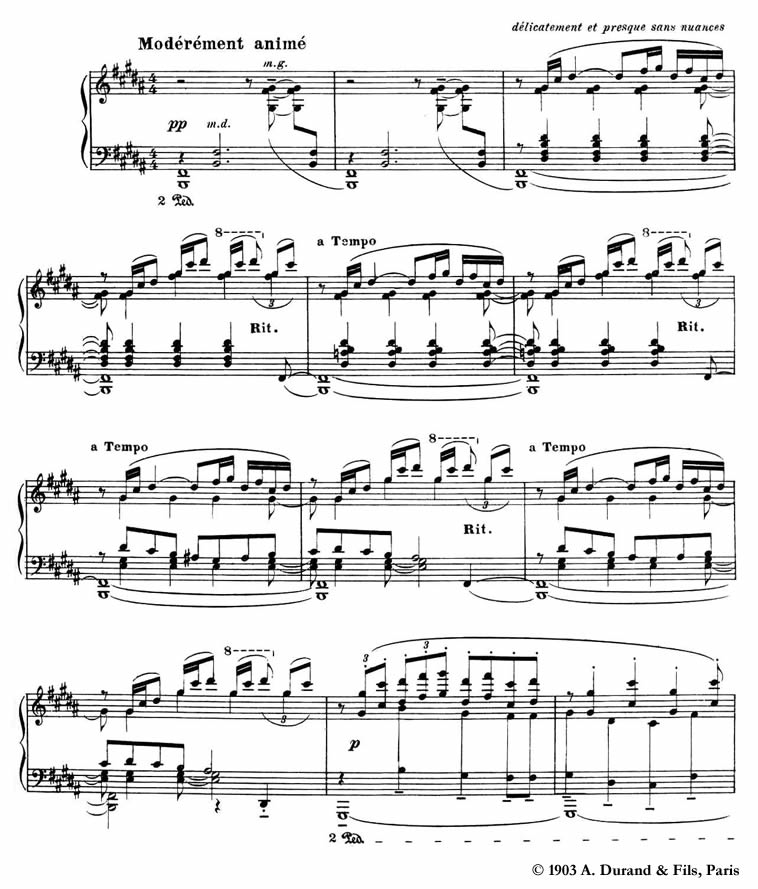
Typisch impressionistisches Werk: Debussy: Pagodes, aus Estampes.

## Schlüsselwerke (chronologisch)
- Debussy: Deux Arabesques für Klavier (1888–91)
- Debussy: Prélude à l’après-midi d’un faune (1892–94)
- Debussy: Pelléas et Mélisande, lyrisches Drama in fünf Aufzügen und zwölf Bildern mit Orchester nach einem Text von Maurice Maeterlinck (1893–1902)
- Dukas: L’Apprenti sorcier (Der Zauberlehrling) (1897)
- Ravel: Pavane pour une infante défunte (1899; Orchesterfassung 1910)
- Dukas: Sonate es-Moll für Klavier (1900)
- Ravel: Jeux d’eau für Klavier (1901)
- Debussy: Pour le piano (1901–02)
- Debussy: La Mer (1903–05)
- Debussy: Images pour orchestre (1905–12)
- Ravel: Miroirs für Klavier (1904–1905, Orchesterfassung 1906)
- Ravel: Introduktion und Allegro für Harfe, Flöte, Klarinette, zwei Violinen, Viola und Cello (1905)
- d’Indy: Jour d’été à la montagne. Sinfonisches Triptychon op. 61 (1905)
- Ravel: Gaspard de la nuit für Klavier (1908)
- Ravel: Daphnis et Chloé, Ballettmusik (1909–1912)
- Debussy: Préludes – Livre I (1909–10) und Préludes – Livre II für Klavier (1910–12)
- Dukas: La Péri, Ballett (1911–12)
- Ravel: Klaviertrio a-Moll (1914)
- Debussy: Études (1915)
- Ravel: La Valse, choreographisches Gedicht für Orchester (1919–1920)
- Delius: Requiem (1914–16)
- Ravel: Chansons madécasses, Liederzyklus für Sopran, Flöte, Cello und Klavier nach Texten von Evariste-Désiré Parny de Forges (1925–1926)